# Асоціація міжнародних автомобільних перевізників України
Асоціація міжнародних автомобільних перевізників України (АсМАП України) — договірне об'єднання, завданням якого є постійна координація господарської діяльності підприємств, що об'єдналися для роботи, в тому числі в системі МДП. АсМАП України створена наприкінці 1991 року.
Асоціація сприяє розвитку перевезення вантажів та пасажирів автомобільним транспортом, в тому числі у міжнародному сполученні, представляє інтереси своїх учасників в органах державної влади, міжнародних організаціях, захищає права учасників, забезпечує зв'язки з громадськістю.
Одне із основних завдань АсМАП України — представлення інтересів учасників Асоціації та відстоювання їхніх прав у Міжнародному Союзі Автомобільного Транспорту (МСАТ).
Участь в Асоціації не обмежує її учасників у комерційній, громадській та будь-якій іншій діяльності, що не заборонена законодавством. Учасники Асоціації з правом вирішального голосу мають рівні права та обов‘язки із засновниками Асоціації.
Головою Ради АсМАП України, Президентом АсМАП України (обраним Загальними зборами учасників АсМАП України) є заслужений працівник транспорту України, кандидат технічних наук, академік Транспортної академії України, Костюченко Леонід Михайлович.